# Claire av Belgien
Claire av Belgien, född Claire Louise Coombs 18 januari 1974 i Bath, Storbritannien, är en belgisk prinsessa. Hon är hustru till prins Laurent av Belgien, son till belgiske kungen Albert II av Belgien och drottning Paola av Belgien.

## Barn
Paret har tre barn, Louise av Belgien, Nicolas av Belgien och Aymeric av Belgien, som alla finns upptagna i den belgiska tronföljden.